# Martin Galia
Martin Galia (* 12. April 1979 in  Ostrava, Tschechoslowakei) ist ein tschechischer Handballspieler.
Galia ist Torwart sowie seit 2022 Torwarttrainer und Assistenztrainer beim tschechischen Verein HC Baník Karviná. Martin Galia ist 1,89 m groß. Er hat zwei Kinder, sein älterer Bruder Michael spielte u. a.beim SC DHfK Leipzig.

## Karriere
Galia gewann in seiner Heimat mit dem HC Baník Karviná 2000, 2001 und 2002 die tschechische Meisterschaft und den Pokal. In der Saison 2003/04 lief er für den schwedischen Klub Redbergslids IK auf. Zwischen 2004 und 2008 spielte Galia bei Frisch Auf Göppingen, mit dem er 2006 im Finale des EHF-Pokals stand. In der Saison 2005/06 war er mit 508 Paraden bester Torwart der Bundesliga. Zur Saison 2008/09 wechselte er zum TBV Lemgo. Am 28. März 2009 wurde bei einer Dopingkontrolle nach einem Bundesligaspiel in seinem Urin die Substanz Octopamin nachgewiesen. Nachdem die B-Probe ebenfalls positiv war, wurde Galia sechs Monate gesperrt und musste eine Geldstrafe in Höhe von 20.000 € bezahlen. 2010 gewann er mit dem TBV den EHF-Pokal. Nach der Saison 2010/11 wechselte Galia vom TBV Lemgo zum Ligakonkurrenten TV Großwallstadt, wo er bis 2013 spielte. Ab der Saison 2013/14 stand er beim TSV St. Otmar St. Gallen unter Vertrag. Im Sommer 2016 schloss er sich dem polnischen Erstligisten Górnik Zabrze an. Zur Saison 2022/23 kehrte er zum HC Baník Kaviná zurück und übernahm neben der Rolle des Torhüters auch den Posten als Torwart- und Assistenztrainer.
Galia nahm mit der tschechischen Nationalmannschaft an den Weltmeisterschaften 2001, 2005, 2007 und 2015 sowie an den Europameisterschaften 2002, 2004, 2008, 2010, 2012, 2018 und 2020 teil. Er stand im Kader für die Europameisterschaft 2024 und belegte mit Tschechien den 15. Platz. Im Turnier absolvierte er ein Spiel.